# Championnat de Croatie de football 2015-2016
Navigation
Saison 2014-2015 Saison 2016-2017
La saison 2015-2016 du Championnat de Croatie de football est la 25e édition de la première division croate. Elle oppose les dix meilleurs clubs de Croatie en une série de trente-six journées. Lors de cette saison, le Dinamo Zagreb défend son titre face à neuf autres équipes dont un promu de deuxième division.
C'est le tenant du titre, le Dinamo Zagreb, qui remporte à nouveau la compétition après avoir terminé en tête du classement final, avec huit points d'avance sur le HNK Rijeka et trente-huit sur le HNK Hajduk Split. C'est le dix-huitième titre de champion de Croatie de l'histoire du club, le onzième consécutif pour le Dinamo qui réalise même le doublé en s'imposant en finale de la Coupe de Croatie face au NK Slaven Belupo.

## Participants
Légende des couleurs
- 2e tour de qualification pour champions de la Ligue des Champions 2015-2016
- 2e tour de qualification de la Ligue Europa 2015-2016
- 1er tour de qualification de la Ligue Europa 2015-2016
- Promu de deuxième division

| Club                 | Se maintient depuis | Classement 2014-2015 | Entraîneur       | Depuis | Stade              | Capacité théorique |
| -------------------- | ------------------- | -------------------- | ---------------- | ------ | ------------------ | ------------------ |
| Dinamo Zagreb        | 1992                | 1                    | Zoran Mamić      | 2013   | Stade Maksimir     | 38 079             |
| HNK Rijeka           | 1992                | 2                    | Matjaž Kek       | 2013   | Stade Rujevica     | 6 011              |
| HNK Hajduk Split     | 1992                | 3                    | Damir Burić      | 2015   | Stade de Poljud    | 34 448             |
| NK Lokomotiva Zagreb | 2009                | 4                    | Sreten Ćuk       | 2015   | Stade Kranjčević   | 8 850              |
| NK Zagreb            | 2014                | 5                    | Dražen Madunović | 2015   | Stade Kranjčević   | 8 850              |
| NK Slaven Belupo     | 1996                | 6                    | Željko Kopić     | 2015   | Stade Gradski      | 3 134              |
| RNK Split            | 2010                | 7                    | Goran Sablić     | 2015   | Stade Park Mladeži | 4 075              |
| NK Osijek            | 1992                | 8                    | Zoran Zekić      | 2015   | Stade Gradski vrt  | 22 050             |
| NK Istra 1961        | 2009                | 9                    | Andrej Panadić   | 2016   | Stade Aldo Drosina | 8 923              |
| NK Inter Zaprešić    | 2015                | 1 (D2)               | Samir Toplak     | 2014   | Stade ŠRC Zaprešić | 5 228              |

## Compétition

### Classement
Le classement est établi sur le barème de points classique (victoire à 3 points, match nul à 1, défaite à 0). Pour départager les égalités, on tient d'abord compte des points en confrontations directes, puis de la différence de buts en confrontations directes, puis de la différence de buts générale, puis du nombre de buts marqués et enfin du nombre de point de fair-play.
| Rang | Équipe               | Pts | J  | G  | N  | P  | Bp | Bc | Diff |
| ---- | -------------------- | --- | -- | -- | -- | -- | -- | -- | ---- |
| 1    | Dinamo Zagreb'T'C    | 85  | 36 | 26 | 7  | 3  | 67 | 19 | +48  |
| 2    | HNK Rijeka           | 77  | 36 | 21 | 14 | 1  | 56 | 20 | +36  |
| 3    | HNK Hajduk Split     | 61  | 36 | 17 | 10 | 9  | 46 | 28 | +18  |
| 4    | NK Lokomotiva Zagreb | 52  | 36 | 16 | 4  | 16 | 56 | 53 | +3   |
| 5    | NK Inter ZaprešićP   | 47  | 36 | 11 | 14 | 11 | 39 | 48 | -9   |
| 6    | RNK Split            | 46  | 36 | 10 | 16 | 10 | 28 | 29 | -1   |
| 7    | NK Slaven Belupo     | 42  | 36 | 10 | 12 | 14 | 41 | 42 | -1   |
| 8    | NK Osijek            | 34  | 36 | 7  | 13 | 16 | 27 | 49 | -22  |
| 9    | NK Istra 1961        | 24  | 36 | 4  | 12 | 20 | 23 | 58 | -35  |
| 10   | NK Zagreb            | 17  | 36 | 3  | 8  | 25 | 27 | 64 | -37  |

|  | Qualification pour la Ligue des champions de l'UEFA 2016-2017            |
|  | Qualification pour la Ligue Europa 2016-2017                             |
|  | Qualification pour les barrages de relégation                            |
|  | Relégation en deuxième division                                          |
|  | T : Tenant du titre C : Vainqueur de la Coupe de Croatie P : Promu de D2 |

Source : PrvaHNL.hr

### Résultats

#### Journées 1 à 18
| Résultats (▼dom., ►ext.) | DIN | HAJ | INT | IST | LOK | OSI | RIJ | SLA | SPL | ZAG |
| Dinamo Zagreb            |     | 1-1 | 5-1 | 1-0 | 3-1 | 4-1 | 0-0 | 3-0 | 3-0 | 4-1 |
| HNK Hajduk Split         | 0-0 |     | 4-0 | 3-0 | 2-1 | 3-0 | 0-3 | 2-2 | 0-0 | 1-0 |
| NK Inter Zaprešić        | 2-2 | 0-2 |     | 3-0 | 1-2 | 0-0 | 0-0 | 2-1 | 0-0 | 1-1 |
| Istra 1961               | 1-1 | 4-1 | 0-0 |     | 2-1 | 2-1 | 0-1 | 3-1 | 1-1 | 0-0 |
| NK Lokomotiva Zagreb     | 0-4 | 1-2 | 1-2 | 6-1 |     | 2-1 | 1-2 | 1-1 | 1-0 | 2-0 |
| NK Osijek                | 1-1 | 1-0 | 3-1 | 2-2 | 0-1 |     | 1-1 | 0-0 | 0-1 | 0-0 |
| HNK Rijeka               | 2-1 | 0-0 | 0-0 | 1-0 | 3-1 | 5-0 |     | 3-3 | 2-1 | 4-1 |
| NK Slaven Belupo         | 1-2 | 0-1 | 4-0 | 0-0 | 2-2 | 3-0 | 0-0 |     | 1-1 | 2-1 |
| RNK Split                | 1-0 | 0-2 | 1-1 | 3-0 | 2-1 | 2-1 | 0-2 | 2-0 |     | 3-0 |
| NK Zagreb                | 0-2 | 0-2 | 2-3 | 1-1 | 1-2 | 0-1 | 3-3 | 2-0 | 1-2 |     |

Source : PrvaHNL.hr

#### Journées 19 à 36
| Résultats (▼dom., ►ext.) | DIN | HAJ | INT | IST | LOK | OSI | RIJ | SLA | SPL | ZAG |
| Dinamo Zagreb            |     | 2-1 | 1-0 | 1-0 | 3-2 | 3-0 | 3-0 | 2-1 | 1-0 | 1-0 |
| HNK Hajduk Split         | 1-0 |     | 0-2 | 3-0 | 2-0 | 2-2 | 1-2 | 2-0 | 0-0 | 1-0 |
| NK Inter Zaprešić        | 0-1 | 0-0 |     | 3-0 | 3-1 | 4-2 | 0-0 | 2-1 | 1-1 | 2-2 |
| NK Istra 1961            | 0-1 | 0-2 | 1-2 |     | 0-3 | 0-0 | 0-1 | 0-2 | 0-0 | 1-4 |
| NK Lokomotiva Zagreb     | 0-4 | 2-1 | 1-2 | 3-2 |     | 2-0 | 0-1 | 2-0 | 1-1 | 2-0 |
| NK Osijek                | 0-1 | 2-1 | 1-0 | 0-0 | 1-3 |     | 1-1 | 0-0 | 0-0 | 2-0 |
| HNK Rijeka               | 0-0 | 1-0 | 4-0 | 2-0 | 2-0 | 2-1 |     | 1-1 | 0-0 | 3-0 |
| NK Slaven Belupo         | 0-3 | 0-0 | 4-1 | 2-0 | 0-3 | 1-0 | 0-0 |     | 0-1 | 3-0 |
| RNK Split                | 0-1 | 0-0 | 0-0 | 1-1 | 1-1 | 1-1 | 1-2 | 0-2 |     | 1-0 |
| NK Zagreb                | 1-2 | 2-3 | 0-0 | 1-1 | 1-3 | 0-1 | 0-2 | 0-3 | 2-0 |     |

Source : PrvaHNL.hr

### Barrage de promotion-relégation
| Équipe 1         | Résultat        | Équipe 2   | Aller | Retour |
| ---------------- | --------------- | ---------- | ----- | ------ |
| HNK Šibenik (D2) | 2 - 2 4 - 5 tab | Istra 1961 | 1 - 1 | 1 - 1  |

## Bilan de la saison
| Championnat de Croatie de football 2015-2016                        |                           |
| Champion                                                            | Dinamo Zagreb (17e titre) |
| Coupes et trophées                                                  |                           |
| Vainqueur de la Coupe de Croatie 2015-2016                          | Dinamo Zagreb             |
| Qualifications continentales                                        |                           |
| Ligue des champions de l'UEFA 2016-2017                             | Dinamo Zagreb             |
| Ligue Europa 2016-2017                                              | HNK Rijeka                |
| Ligue Europa 2016-2017                                              | HNK Hajduk Split          |
| Ligue Europa 2016-2017                                              | NK Lokomotiva Zagreb      |
| Promotions et relégations                                           |                           |
| Promus en Championnat de Croatie de football                        | HNK Cibalia               |
| Relégués en Championnat de Croatie de football de deuxième division | NK Zagreb                 |

## Meilleurs buteurs
| Rang | Joueur              | Club              | Buts | Joués | Minutes jouées |
| ---- | ------------------- | ----------------- | ---- | ----- | -------------- |
| 1    | Ilija Nestorovski   | Inter Zaprešić    | 25   | 33    | 2968           |
| 2    | Muzafer Ejupi       | Slaven Belupo     | 16   | 32    | 2429           |
| 3    | Roman Bezjak        | HNK Rijeka        | 13   | 32    | 2625           |
| 3    | Armin Hodžić        | Dinamo Zagreb     | 13   | 24    | 1350           |
| 5    | Franko Andrijašević | Lokomotiva Zagreb | 12   | 28    | 2354           |
| 5    | Junior Fernándes    | Dinamo Zagreb     | 12   | 28    | 2119           |
| 5    | Tino-Sven Sušić     | Hajduk Split      | 12   | 27    | 2305           |
| 8    | Gabrijel Boban      | NK Zagreb         | 10   | 31    | 2699           |
| 9    | Bekim Balaj         | HNK Rijeka        | 9    | 31    | 1856           |
| 9    | Eros Grezda         | Lokomotiva Zagreb | 9    | 29    | 2004           |